# Christian Fitzek

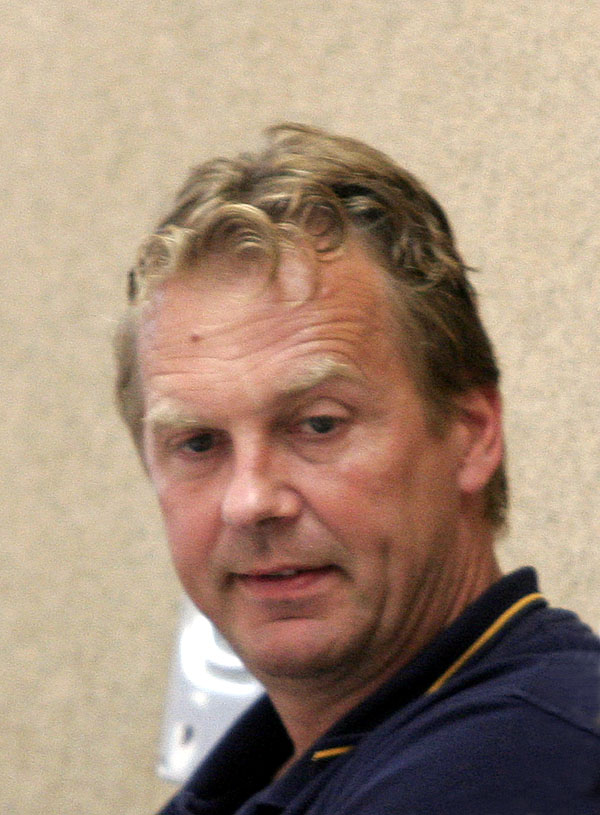
Christian Fitzek am 12. August 2007 beim Schlecker Cup

Christian Fitzek (* 8. Februar 1961 in Wipperfürth) ist ein ehemaliger deutscher Handballspieler bzw. -trainer und heutiger Sport-Funktionär.

## Karriere
Als Spieler begann Christian Fitzek bei Bayer Leverkusen und kam über die Stationen VfL Gummersbach, SG Wallau/Massenheim zum TSV Bayer Dormagen, wo der Kreisläufer seine aktive Karriere beendete. Für die Nationalmannschaft bestritt er 109 Länderspiele, in denen er 233 Tore (davon drei per Siebenmeter) erzielte. Sein Länderspieldebüt gab er am 20. Januar 1981 in Hamburg beim Spiel gegen Island.
Ab dem Jahre 2000 bis Dezember 2003 war Fitzek Trainer von Frisch Auf Göppingen. Zuvor trainierte er von Mai 1996 bis Januar 1997 den TSV Bayer Dormagen.
Fitzek war ab dem 24. Oktober 2005 Sportlicher Leiter beim HSV Hamburg in der Handball-Bundesliga. Im Juli 2004 wurde er unter Bob Hanning Co-Trainer beim HSV Hamburg und übernahm nach Hannings Weggang im Mai 2005 dessen Amt als Cheftrainer. Kurze Zeit danach, am 17. Oktober 2005, wurde er als Trainer beurlaubt. Als neuer Trainer wurde Martin Schwalb engagiert, während Fitzek auf den Posten des Sportlichen Leiters wechselte. Am 25. Dezember 2010 wurde Fitzeks Vertrag von Seiten des HSV Hamburg mit Wirkung zum 30. Juni 2011 aufgelöst. Ab August 2012 war er als Geschäftsführer beim VfL Bad Schwartau tätig. Nachdem er seinen Vertrag mit dem VfL Bad Schwartau im August 2014 auf eigenen Wunsch auflösen ließ, wurde er Geschäftsführer beim HSV Hamburg. Nach der Insolvenz und dem Rückzug vom Spielbetrieb wurde Fitzek im Januar 2016 vom HSV Hamburg freigestellt.
Ab Juli 2013 war er außerdem Vizepräsident der 2. Handball-Bundesliga. Von diesem Amt trat Fitzek im Januar 2016 zurück.
Seit dem 1. Oktober 2016 ist er Landestrainer beim Handball-Verband Berlin.

## Erfolge
- als Spieler
  - dreimal Deutscher Meister mit dem VfL Gummersbach
  - zweimal Deutscher Pokalsieger mit dem VfL Gummersbach
  - Gewinner des Europapokals der Landesmeister mit dem VfL Gummersbach
- als sportlicher Leiter
  - 2006, 2010 DHB-Pokal mit dem HSV Hamburg
- als Trainer
  - Aufstieg in die 1. Bundesliga mit Frisch Auf Göppingen
  - Deutscher Meister 2022 mit der weiblichen B - Jugend des Berliner TSC[14]
  - Sieger Deutschland-Cup 2022 der Jungen (Jahrgang 2006)[15][16]